# Luisa Villani
Luisa Villani (San Francisco, 1884 - Milà, 1961) fou una soprano italiana.
Era filla de cantants d'òpera, de Giuseppina Zeppilli i del baríton Vincenzo Villani, i neta d'un altre cantant d'òpera, Giuseppe Villani. Fou cosina de la també cantant Alice Zeppilli, filla del germà de la mare Nicola Zeppilli, director d'orquestra. De ben petita, la família va tornar a Itàlia on Luisa va estudiar música amb el seu pare.
Va debutar el 1907 a La Scala com a Euridice a Orfeo ed Euridice de Gluck, al costat de Maria Gay. Després va cantar en el Politeama de Pisa com a Desdemona a Otello de Verdi i el desembre de 1907 va cantar el paper d'Eva de I maestri cantori di Norimberga de Richard Wagner al Teatro Costanzi de Roma. Arran d'aquesta representació, el crític del Corriere della Sera va comentar que ho va fer "amb molta desimboltura, fent servir la seva petita veu càlida i simpàtica amb mestratge d'artista consolidada". El 1909 va marxar en gira al país de naixement, Estats Units d'Amèrica. El setembre de 1909 va cantar el paper de Santuzza de Cavalleria rusticana de Pietro Mascagni a l'Academy de Nova York.
El 1910 va participar en una gira que la va dur a l'Havana on va participar en La Bohème i Tosca, ambdues de Giacomo Puccini, Faust de Charles Gounod i Aida de Verdi. Més tard va marxar a la Ciutat de Mèxic, al Teatro Abreu, continuant la gira per tot Amèrica del Nord, cantant a Boston, Charleston, Dallas i Jackson. Amb la companyia de Henry Savage va participar en la primera representació a San Francisco de l'òpera La fanciulla del West de Puccini, el gener de 1912, sota la direcció de Giorgio Polacco. Aquell mateix any va tornar a Mèxic, al teatre Abreu, per a la temporada d'òpera italiana.
El 1913 va actuar de nou a La Scala. El mes de gener va participar en l'estrena italiana de l'òpera Donne curiose d'Ermanno Wolf-Ferrari, al costat d'Ines Maria Ferraris. Més tard hi va cantar el paper de Michaela en les representacions de l'òpera Carmen de Georges Bizet, coincidint a l'escenari amb la soprano Marguerite d'Alvarez i amb el tenor català Josep Palet, en el debut d'ell a La Scala, un debut propiciat per la malaltia del tenor inicialment contractat, Bernardo De Muro. Dies més tard, el 10 d'abril de 1913, va crear el paper de Fiora en l'estrena de l'òpera L'amore dei tre re d'Italo Montemezzi, al costat d'Edoardo Ferrari-Fontana, Carlo Galeffi i Nazzareno De Angelis.
El 1914 va tornar a l'Havana, amb una companyia d'òpera italiana, ara al Teatro Payret. El maig del mateix any arribava a Nova York, contractada per la Boston Civic Opera House, tornant a Itàlia el 1917. Al llarg d'aquells anys als EUA va debutar al prestigiós Metropolitan Opera de Nova York, l'11 de desembre de 1915 en el paper principal de Madama Butterfly de Puccini. Va ser l'única representació operística que va dur a terme en aquell teatre, tret d'una gala l'any 1916 a la qual va cantar una ària dAida de Verdi. El 1917 reapareixia al Politeama Chiarella de Torí cantant Madama Butterfly el 15 de desembre i Otello uns dies més tard. Després va representar La fanciulla del West al Teatro Costanzi en la temporada 1917-1918, en les representacions que van tenir lloc a partir del 19 de març, sota la direcció de Teofilo De Angelis.
El 1920 va tornar a cantar el seu paper de Fiora de L'amore dei tre re, ara al Teatro Dal Verme de Milà, on també cantà l'òpera I fuochi di S. Giovanni d'Ezio Camussi, en la seva estrena del 27 de març de 1920. Al mateix teatre va cantar el 1922 l'òpera Cavalleria rusticana de Mascagni.
La darrera intervenció coneguda de Luisa Villani en una òpera va tenir lloc molts anys després, el 1947, en el paper d'Annina de La traviata, al costat de Renata Tebaldi al Teatro Regio de Parma.
Juntament amb altres cantants de la seva època, Villani va passar els últims anys de la seva vida a la Casa di Riposo Giuseppe Verdi de Milà.